# Beni Arashiro
Beni Arashiro (安良城 紅 Arashiro Beni?) 30 de marzo de 1986 - Prefectura de Kanagawa) es una cantante de J-pop/R&B actualmente perteneciente al sello Avex Trax, y también una de las miembros del grupo de chicas de Bishoujo Club 31. Fue la primera integrante de la banda en comenzar su carrera en solitario y mantener también relaciones musicales con éste. Beni es bilingüe, principalmente por ascendencia americana por parte de su padre y japonesa por parte de su madre.

## Biografía
Nacida y criada entre la mezcla de cultura Japonesa y Americana, Beni creció en un ambiente casi único, el cual le dio una versatilidad entre estas dos culturas tan distintas, y también cualidades de bilingüismo innatas. Sus padres amaban diversos estilos musicales, lo que le dio a la joven la oportunidad de experimentar tomando clases de danza y piano desde su niñez.
Sus habilidades adquiridas en materia musical, y también su peculiar belleza (término medio entre rasgos occidentales y orientales), la hicieron llamar la atención desde muy temprano. Beni fue la ganadora de la octava celebración de los Nihon Kokuminteki Bishōjo Contest (Competencia Nacional Japonesa de Belleza), y también la oportunidad de comenzar una carrera como cantante.
El sencillo debut de Beni Arashiro como solista, titulado “Harmony”, salió a la venta el 2004, y se hizo conocido más que nada por ser el tema principal del programa de TV Asahi Rei-kan Bus Guide Jikenbo. Su voz y su imagen la hizo aparecer en varias portadas de Moda, y también consiguió un contrato para promocionar los productos de belleza de KOSÉ, lo que la convirtió en la sucesora de Ayumi Hamasaki, cantantes que se encargó de promocionar diversos productos para esta empresa por años. Su tercer sencillo como solista, “Here alone”, el cual mostraba un lado más sensual y melodía algo trival, se convirtió en un éxito, lo que la hizo a finales de ese año ganar un Japan Gold Disc Award a la "Mejor Artista Nueva".
Para el año 2005 Beni Arashiro había lanzado ya 4 sencillos y un álbum, y dio también el primer paso para internacionalizar su carrera de cantante. Arashiro realizó un cover de un tema de Christina Milian para el tema de la popular serie infantil de la cadena Disney llamada Kim Possible. Dicho tema cantado por Beni -“Call Me, Beep Me”-, no sólo comenzó a transmitirse en los Estados Unidos al interior del canal infantil, sino que también a más de 68 países para más de 100 mil familias que sintonizan la serie animada.
Beni actualmente asiste a la Universidad Sophia en Japón.

## Discografía

### Álbumes
1. Beni (9 de febrero de 2005) - #14
2. Girl 2 Lady (22 de febrero de 2006) - #93
3. GEM (25 de abril de 2007) - #125
4. Bitter & Sweet (2 de septiembre de 2009) - #5
5. Lovebox (2 de junio de 2010) - #1
6. Jewel (8 de diciembre de 2010) - #11
7. Fortune (2 de noviembre de 2011) - #5
8. Red (31 de julio de 2013) - #7
9. Undress (25 de noviembre de 2015) - #14

### Singles
1. Harmony (9 de junio de 2004) - #26
2. Infinite... (20 de octubre de 2004) - #24
3. Here Alone (25 de noviembre de 2004) - #14
4. Miracle (9 de febrero de 2005) - #98
5. Hikari no Dazudake Glamorous (光の数だけグラマラス?) (1 de junio de 2005) - #40
6. Cherish (7 de diciembre de 2005) - #96
7. How Are U? (20 de septiembre de 2006)
8. Luna (28 de febrero de 2007) - #77
9. Mo Nido To... (もう二度と...?) (10 de diciembre de 2008) - #20
10. Kiss Kiss Kiss (8 de abril de 2009) - #40
11. Koikogarete (恋焦がれて?) (10 de junio de 2009) - #70
12. Zutto Futari de (ずっと二人で?) (12 de agosto de 2009) - #67
13. Kira Kira (KIRA KIRA?) (4 de noviembre de 2009) - #94
14. Sign (サイン?) (20 de enero de 2010) - #50
15. Bye Bye (10 de marzo de 2010) - #57
16. Yurayura/Gimme Gimme (ユラユラ/ギミギミ?) (5 de mayo de 2010) - #20
17. Heaven's Door (1 de agosto de 2010) - #49
18. 2FACE (24 de noviembre de 2010) - #68
19. Suki Dakara. (好きだから。?) (8 de junio de 2011) - #46
20. Koe wo Kikasete (声を聞かせて?) /crazy girl (14 de septiembre de 2011) - #49
21. Darlin' (12 de octubre de 2011) - #74
22. Eien (永遠?) (25 de enero de 2012) - #75
23. Satsuki Ame (さつきあめ?) (25 de abril de 2013) - #41
24. OUR SKY (26 de junio de 2013) - #56
25. Konayuki (粉雪?)　(10 de noviembre de 2013) - #121
26. Forever (フォエバ?) (12 de agosto de 2015) - #80